# (3756) Ruscannon
(3756) Ruscannon es un asteroide perteneciente al cinturón de asteroides, descubierto el 25 de junio de 1979 por Eleanor F. Helin y el también astrónomo Schelte John Bus desde el Observatorio de Siding Spring, Nueva Gales del Sur, Australia.

## Designación y nombre
Designado provisionalmente como 1979 MV6. Fue nombrado Ruscannon en honor al astrofísico británico Russell Cannon.